# Hypsicera rugosa
Hypsicera rugosa är en stekelart som beskrevs av Kusigemati 1971. Hypsicera rugosa ingår i släktet Hypsicera och familjen brokparasitsteklar. Inga underarter finns listade i Catalogue of Life.